# Coniugato isogonale
In geometria, due punti sono coniugati isogonali se le loro rette ceviane sono l'immagine le une delle altre, rispetto alle bisettrici interne del vertice comune; in pratica tali rette sono tra loro linee isogonali, cioè che mantengono inalterati gli angoli rispetto ai lati, ma a lati invertiti seppur del medesimo vertice.
Il coniugato isogonale non è solo di un punto, ma può anche essere tracciato come insieme di punti sia per rette che circoli o altre coniche afferenti alla geometria del triangolo.

## Caratteristiche
Per le loro caratteristiche sia l'incentro che gli excentri, essendo punto di contatto delle bisettrici interne ed esterne, non hanno coniugato isogonale se non lo si considera coincidente con il punto stesso; inoltre, benché non si applichi normalmente tale concetto ai punti appartenenti al perimetro, il coniugato isogonale di un lato sarebbe situato sul vertice opposto.
Le coordinate trilineari di due punti reciprocamente coniugati isogonali sono legate da relazioni inverse: se X = x : y : z allora le coordinate del suo isogonale coniugato sono 1/x : 1/y : 1/z.  Per questo, l'isogonale coniugato di X è spesso scritto come X-1.

## Lista di isogonali notevoli
| Ortocentro             | Circocentro              |
| Baricentro             | Punto di Lemoine         |
| Primo punto di Brocard | Secondo punto di Brocard |